# Мирадоло Терме
Мирадо̀ло Тѐрме (на италиански: Miradolo Terme, на местен диалект: Miradò, Мирадо) е малко градче и община в Северна Италия, провинция Павия, регион Ломбардия. Разположено е на 72 m надморска височина. Населението на общината е 3817 души (към 2010 г.).